# للاستخدام الرسمي فقط
للاستخدام الرسمي فقط (FOUO) هو وصف يتعلق بأمن المعلومات تستخدمه الحكومات في جميع أنحاء العالم.

## الولايات المتحدة
في نظام المعلومات الحكومية الأمريكية، تستخدم وزارة الدفاع الأمريكية مصطلح «للاستخدام الرسمي فقط» بشكل أساسي كأحد تعليمات التعامل مع المعلومات المُراقبَة غير السرية (CUI) التي قد يتم إعفاؤها من الإصدار وفق الإعفاءات 2 إلى 9 التي ينص عليها قانون حرية المعلومات (FOIA). ويُعَد هذا المصطلح أحد التصنيفات الفرعية العديدة المُستخدَمة مع المعلومات غير السرية، التي جُمِعت رسميًا يوم 24 فبراير عام 2012 لتكون المعلومات المُراقَبة غير السرية (CUI). ولم يعد تصنيف حساسة لكن غير سرية (SBU) مُستخدَمًا.

### وزارة الدفاع الأمريكية
في يوم 24 فبراير 2012، نشر نائب وزارة الدفاع للمخابرات دليل وزارة الدفاع DoDM 5200.01، وهو دليل يتكون من أربعة مجلدات ويضم جميع علامات المعلومات التي تستخدمها وزارة الدفاع الأمريكية. تتوفر العديد من المعلومات أيضًا عن علامة المعلومات ذات التصنيف «للاستخدام الرسمي فقط»، والوصول إليها، وحمايتها. وتتركز معظم المعلومات في المجلد الرابع، لكن المجلد الثاني يحتوي أيضًا على إرشادات حول معلومات «الاستخدام الرسمي فقط».

## أستراليا
«للاستخدام الرسمي فقط» (FOUO) هو أحد تصنيفات علامات حدود النشر (DLM) التي تحددها إرشادات إدارة أمان المعلومات التابعة للحكومة الأسترالية. وتنص هذه الإرشادات على أن تصنيف «للاستخدام الرسمي فقط» يجب عدم استخدامه إلا مع المعلومات غير السرية، وذلك عندما قد يؤدي الكشف عنها إلى ضرر محدود بالأمن القومي، أو الهيئات الحكومية الأسترالية، أو الكيانات التجارية، أو الجماهير. لكن، على عكس استخدامها في الولايات المتحدة، وجود علامة «للاستخدام الرسمي فقط» أو عدم وجودها لا يقدم أية معلومات عن حالة الوثيقة بالنسبة لقانون حرية المعلومات.